# Bataille de Jéricho (1918)
Pour les articles homonymes, voir Jéricho (homonymie).
Première Guerre mondiale
Batailles
Front du Moyen-Orient
- Afrique du Nord
- Caucase
- Perse
- Dardanelles
- Mésopotamie
- Sinaï et Palestine
- Arménie
- Ctésiphon (11-1915)
- Kut-el-Amara (12-1915)
- Romani (8-1916)
- Magdhaba (12-1916)
- Révolte arabe
- Rafa (1-1917)
- Bagdad (3-1917)
- 1re Gaza (3-1917)
- 2e Gaza (4-1917)
- Aqaba (7-1917)
- Beer-Sheva (10-1917)
- 3e Gaza (11-1917)
- Jérusalem (12-1917)
- Megiddo (9-1918)
- Damas (9-1918)
- Alep (10-1918)

Front d'Europe de l’Ouest
Front italien
Front d'Europe de l'Est
Front des Balkans
Front africain
Bataille de l'Atlantique
La bataille de Jéricho (en anglais : Capture of Jericho, en arabe : احتلال أريحا) est une bataille de la Première Guerre mondiale pendant la campagne du Sinaï et de la Palestine ; elle se déroule du 19 au 21 février 1918 dans la vallée du Jourdain et oppose les forces de l'Empire britannique (Royaume-Uni, Australie et Nouvelle-Zélande) à celles de l'Empire ottoman soutenu par l'Allemagne. Les Britanniques sont victorieux mais ne réalisent que des gains limités.

## Contexte

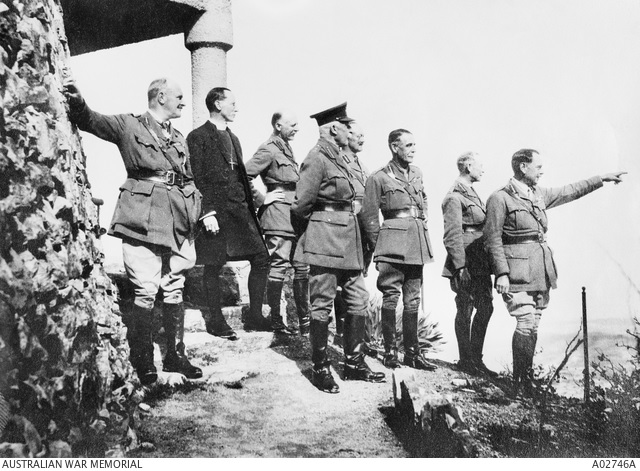
L'état-major britannique sur le mont des Oliviers, de g. à dr. : Allenby, l'évêque de Jérusalem, le général Shea et deux adjoints d'Allenby, les généraux Chauvel et Chetwode, 19 mars 1918.

Après la prise de Jérusalem en décembre 1917, le général Edmund Allenby, chef de l'Egyptian Expeditionary Force, décide d'étendre ses lignes vers la vallée du Jourdain pour empêcher les Ottomans de rétablir une ligne de défense. Cependant, il n'a que des moyens limités car le cabinet de guerre impérial de Londres va lui retirer une partie de ses troupes pour renforcer le front français en prévision de l'offensive de printemps de l'armée allemande.
La révolte arabe du Hedjaz se développe sur les arrières des Ottomans et, en janvier 1918, les insurgés conduisent des raids jusqu'à Al-Karak et Ma'an, à l'est de la mer Morte : les Britanniques souhaitent établir une liaison directe avec leurs alliés. Des reconnaissances et bombardements menés par les aviateurs britanniques et australiens permettent d'affaiblir le moral des Ottomans. La 1re escadrille australienne commence ses opérations le 15 janvier 1918.
L'armée ottomane au Levant constitue le groupe d'armées Yildirim (en) commandé par le feld-maréchal allemand Erich von Falkenhayn. Il regroupe la 8e armée sur la côte, la 7e dans les monts de Judée autour de Naplouse et la 4e dans la vallée du Jourdain et les régions à l'est du fleuve. À la date de septembre 1917, il comptait 66% de Turcs, 26% d'Arabes et 8% d'autres groupes ethniques. La perte de 25 000 hommes dans la bataille de Jérusalem a gravement affecté sa capacité défensive. Le commandement britannique pense que l'adversaire, démoralisé par une série de défaites, ne peut plus opposer une résistance prolongée. Les Ottomans alignent encore 16 divisions en Palestine mais toutes sont en grave sous-effectif, 3 000 hommes en moyenne par division. Leur ravitaillement est déficient : la ration quotidienne des soldats est de 125 grammes de pain et de haricots bouillis matin, midi et soir, sans huile ni assaisonnement, et encore n'arrive-t-elle pas tous les jours.

## Offensive des 19-21 février

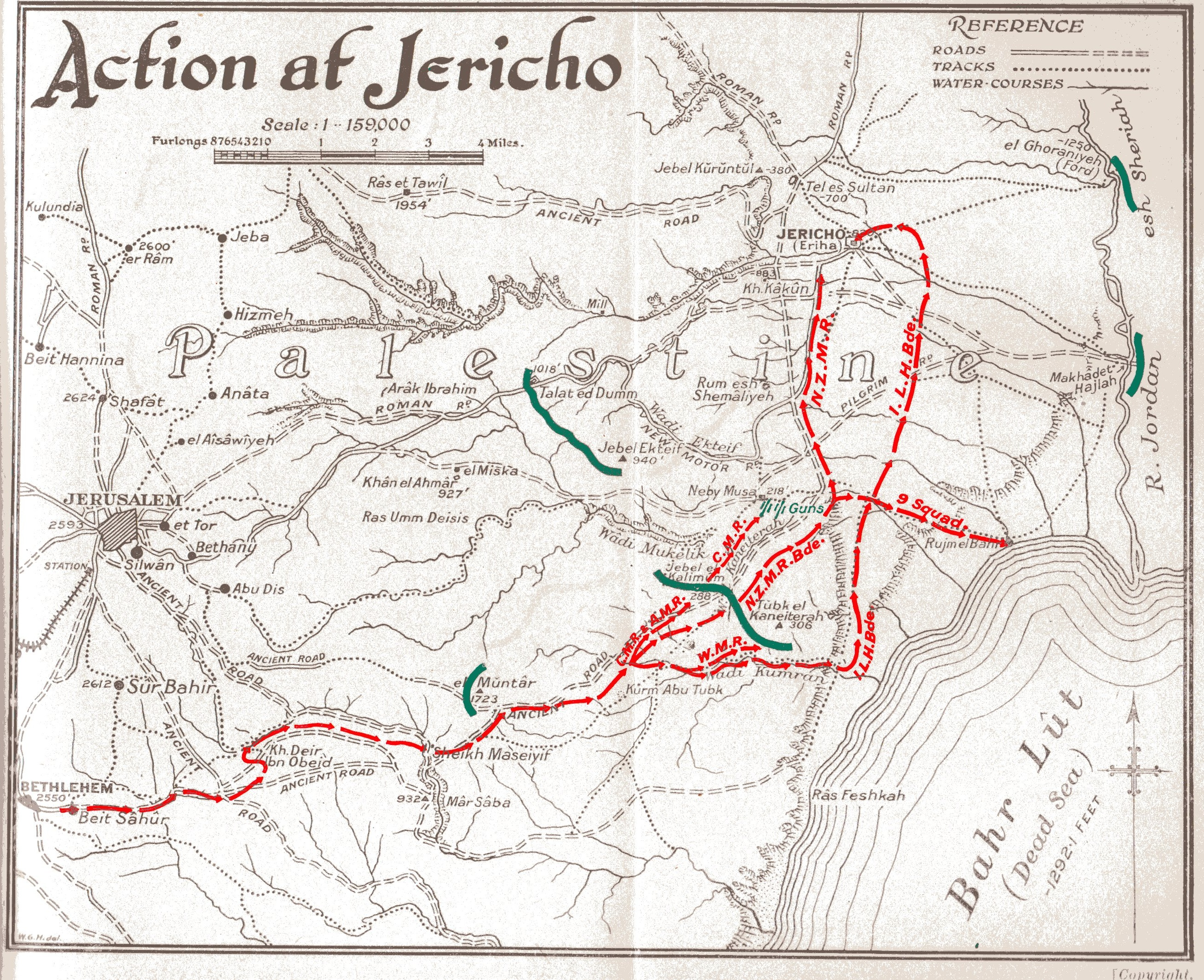
Avance de la cavalerie australo-néo-zélandaise (en rouge) à travers les positions ottomanes (en vert) en février 1918.

L'offensive vers Jéricho est confiée au XXe corps sous le commandement du lieutenant général Philip Chetwode. Il dispose de deux divisions d'infanterie, les 60e (2/2nd London) et 74e (Yeomanry), et de deux unités de cavalerie détachées de la division montée de l'ANZAC (Corps d'armée australien et néo-zélandais), la brigade légère néo-zélandaise et la 1re brigade montée légère australienne. La 60e division assure la première phase de l'offensive le 19 février à la hauteur de Ras el-Tawil avec la 181e brigade sur son flanc gauche, la 180e au centre et le régiment monté néo-zélandais de Wellington à sa droite tandis que la brigade australienne descend par une autre piste, plus au sud, pour contourner les lignes adverses. La 53e division ottomane a établi une série de positions défensives garnies de mitrailleuses le long des pistes abruptes qui descendent vers la mer Morte. Les combats se déroulent dans une dépression à 260 m en-dessous du niveau de la mer : Philip Chetwode et Harry Chauvel, commandant de la division montée de l'ANZAC, peuvent suivre les opérations à la longue-vue depuis le mont des Oliviers. La piste descendant vers le Jourdain n'est pas praticable aux véhicules et la colonne s'étire sur 8 kilomètres. La 1re escadrille australienne, après avoir assuré un travail de reconnaissance, assure la maîtrise des airs, tient à l'écart les avions Albatros allemands et bombarde les positions ennemies.
La campagne est très éprouvante pour les soldats britanniques en raison de la forte humidité de l'air, due à l'évaporation de la mer Morte, et à la multitude de mouches, de moustiques anophèles vecteurs du paludisme, d'araignées et de scorpions. Les tourbillons que les Britanniques appellent  « diables de poussière » causent des brûlures aux yeux. Un soldat écrit : « Je ne dirai plus jamais à quelqu'un d'aller en enfer [au diable], je lui dirai d'aller à Jéricho et ce sera bien suffisant ». Très loin de sa renommée biblique, Jéricho n'est qu'une bourgade misérable : un officier néo-zélandais note que « de toutes les villes d'Orient que nos hommes ont traversées, Jéricho arrive en tête comme la plus crasseuse et la plus puante de toutes ». Les troupes s'abstiennent d'y camper car elle est infectée par le typhus. Le photographe australien Frank Hurley témoigne de la difficulté de la descente vers la mer Morte par la vallée encaissée du Wadi Qumrân :

« Même à la lumière du jour, je n'aurais pas rêvé de descendre cette piste à cheval, et pourtant la brigade  entière l'a passée sans anicroche. À 11 heures du soir, nous étions sur la position prévue et après avoir pansé nos chevaux, nous avons pu dormir enroulés dans nos couvertures. La nuit était d'un froid perçant et nous n'avions pas nos « bivvies » (tentes de bivouac) car la consigne était de voyager léger, de sorte que chaque homme n'avait que l'équipement minimal. Nous étions à pied d'œuvre à 3h30 du matin pour attaquer Nabi Moussa. »

Dans la journée du 20 février, l'infanterie continue son avance en trois colonnes vers Jéricho tandis que la cavalerie attaque la position fortifiée de Nabi Moussa qu'elle finit par emporter vers minuit. Les Ottomans se retirent de Jéricho en bon ordre dans la nuit du 20 au 21 février 1918. Les Britanniques ont perdu environ 500 tués et blessés. Le sanctuaire musulman de Nabi Moussa, connu par son cénotaphe du prophète Moïse (Moussa dans le Coran), bien que tout proche de la zone de combat, est épargné par les tirs.
Le régiment néo-zélandais de Canterbury est le premier à entrer dans Jéricho après le départ des Turcs. Les Britanniques établissent leur QG à un kilomètre et demi du bourg. Alors que les généraux Chetwode, Chauvel et Chaytor, chef du contingent néo-zélandais, prennent le thé, un obus turc tombe à côté de la voiture de ce dernier et l'endommage, démontrant la vulnérabilité de la position britannique.
Allenby décide d'élargir ses lignes le long du Jourdain. Il confie l'opération à Chetwode avec la 60e (2/2nd London) DI, la 231e brigade (détachée de la 74e Yeomanry DI) et la division montée de l'ANZAC comprenant la brigade montée néo-zélandaise et la 1re brigade légère australienne. L'infanterie londonienne parvient, en y perdant 500 tués et blessés, à déloger la 53e division ottomane de la vallée encaissée du Nahr al-Awja mais les Turcs se replient en bon ordre sur la rive est tout en conservant le contrôle d'un pont de pierre et d'une petite tête de pont sur la rive ouest à Ghoraniyeh près de Makhadet Hijlah, lieu présumé du baptême de Jésus,, qu'ils évacuent le 25 février. 
Le 1er mars 1918, une reconnaissance aérienne de la 1re escadrille australienne repère, à El Kutrani, un camp germano-ottoman de 150 tentes avec une base aérienne. Un premier bombardement, le 3 mars, reste sans résultat, mais plusieurs sorties suivantes le long du chemin de fer du Hedjaz détruisent un réservoir et infligent de sérieux dégâts à un camp ottoman à Shunet Nimrin.

Images de la bataille de Jéricho
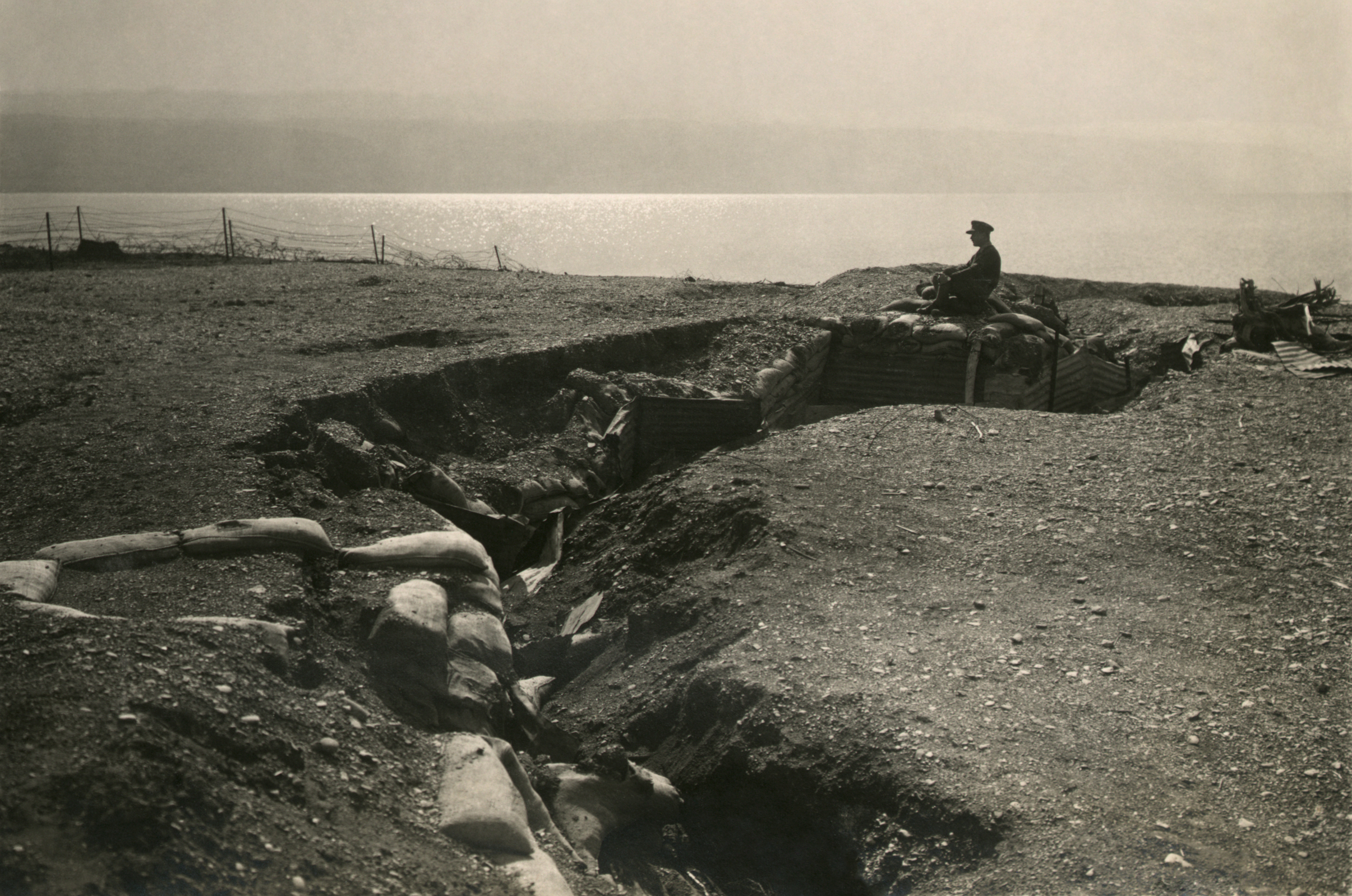
Tranchée ottomane le long de la mer Morte.
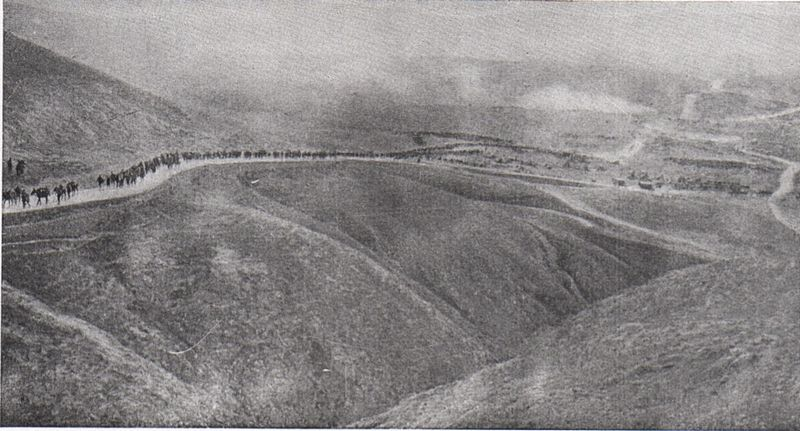
Marche de la 60e division britannique.
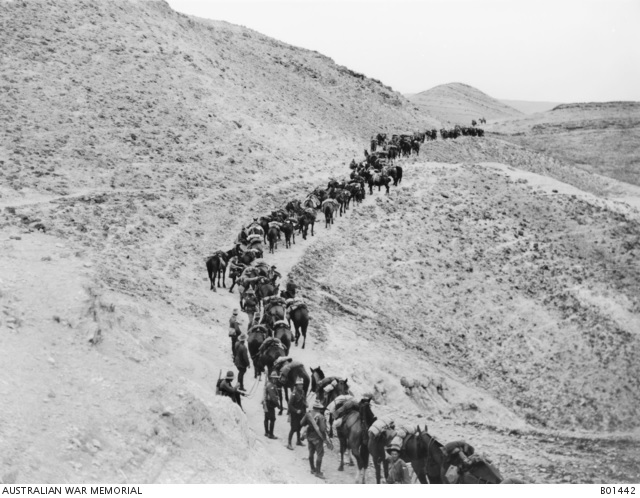
La 1re brigade légère montée australienne descendant vers Jéricho.

## Suite et fin de la campagne sur le Jourdain

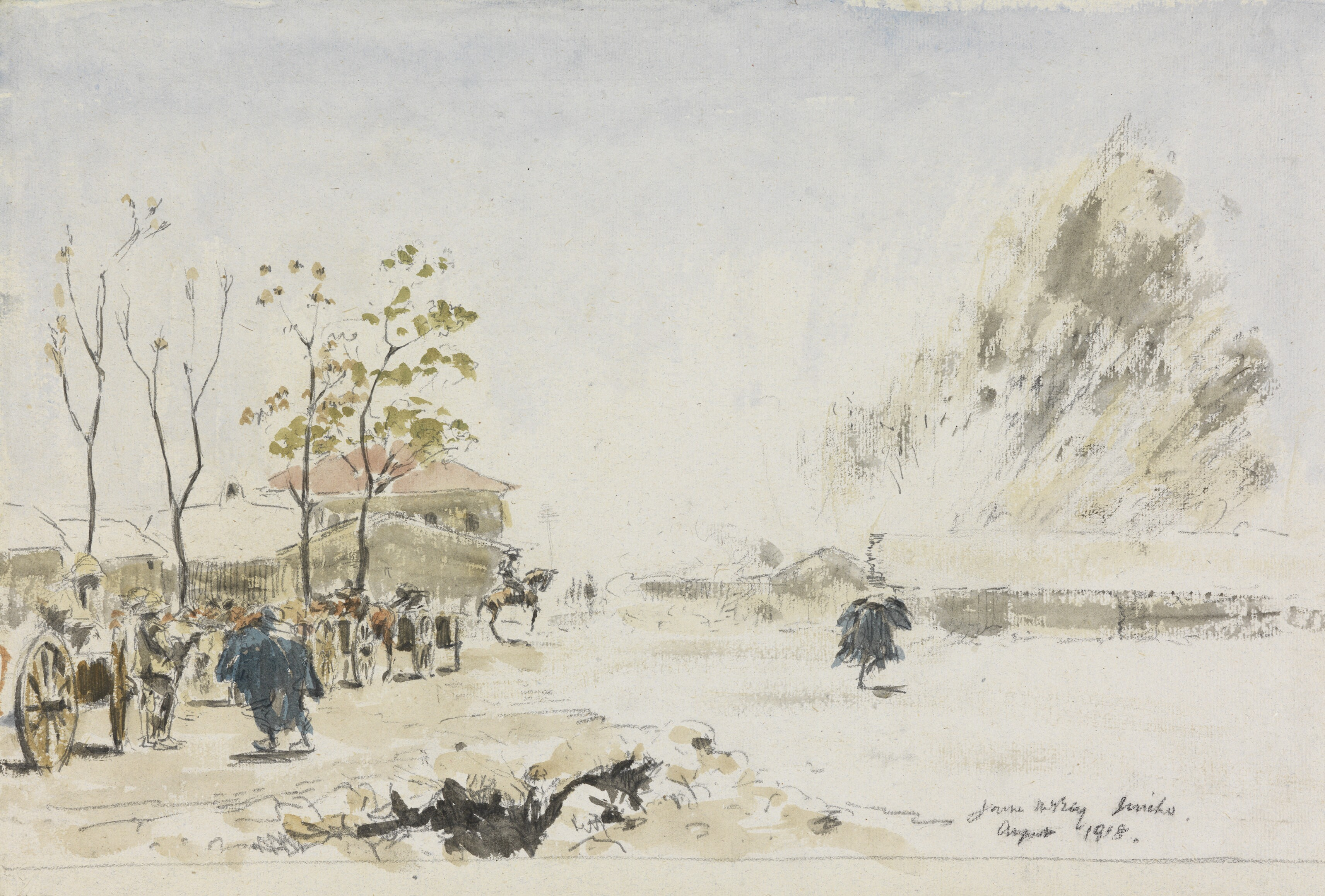
Tir d'obus turc sur Jéricho, dessin de James McBey, 1 août 1918.

La perte de Jéricho, après celle de Jérusalem, achève de brouiller Falkenhayn avec le ministre de la guerre ottoman Enver Pacha qui, le 1er février 1918, lui retire le commandement de son groupe d'armées pour le confier à un autre Allemand, Liman von Sanders, en meilleurs termes avec les Turcs.
Le général sud-africain Jan Smuts visite le commandement de Chetwode pendant la bataille et envoie au cabinet de guerre impérial de Londres un rapport très favorable à Allenby où il recommande la poursuite des opérations en Palestine. Allenby obtient de Londres la consigne de couper le chemin de fer du Hedjaz et de conquérir toute la Palestine « jusqu'à Dan », allusion à la formule biblique « de Dan à Beersheba » qui désigne les limites de la Terre promise : Dan (Panéas) se trouve à la source du Jourdain. Le 21 mars 1918, Allenby ordonne une attaque vers Amman,, coordonnée avec une action de la révolte arabe, mais les forces ottomanes (24e division d'infanterie et 3e de cavalerie) repoussent les Britanniques à l'entrée d'Amman. Les Néo-Zélandais y perdent 38 tués, 122 blessés et 13 disparus ; ils arrivent cependant à se dégager d'une situation difficile et, le 23 mars 1918, le régiment d'Auckland mène une des dernières charges de cavalerie de l'histoire. Les Ottomans contre-attaquent vers le Jourdain et, le 11 avril 1918, ramènent les Britanniques à leurs positions de départ.

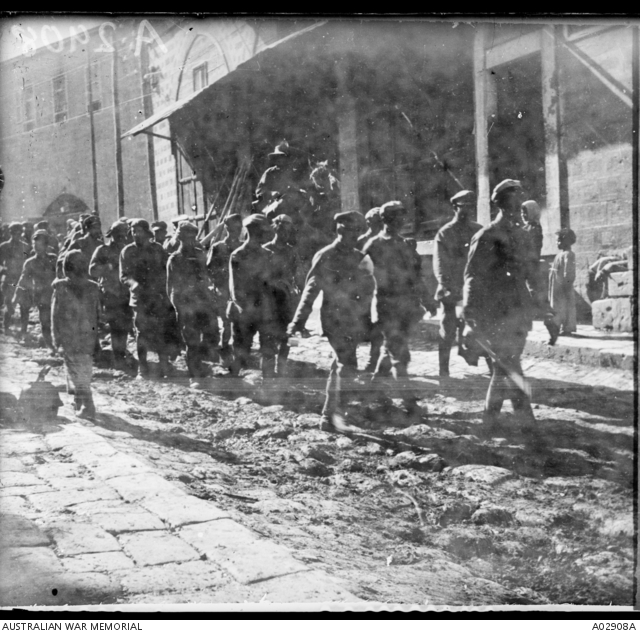
Soldats ottomans et allemands capturés par la cavalerie australienne à Salt, 2 mai 1918.

Une tentative de percée britannique (en) à l'est du Jourdain, menée du 30 avril au 4 mai 1918 près de Salt, est tenue en échec par les 24e division d'infanterie et 3e de cavalerie ottomanes dépendant de la 4e armée de Mehmed Djemal Pacha. Une contre-offensive ottomane vers Jéricho, menée par la 24e division ottomane et deux bataillons allemands, est repoussée par les Britanniques et leurs alliés le 14 juillet 1918 à la bataille d'Abou Telloul (en). Cependant, les opérations dans la vallée du Jourdain ne sont que des diversions pendant qu'Allenby accumule des moyens pour une offensive décisive en Palestine centrale : la bataille de Megiddo (19-21 septembre 1918) balaie les 7e et 8e armées ottomanes. Les Ottomans doivent se replier vers Damas et Alep et abandonner toute la Syrie ottomane.
La brigade néo-zélandaise, après avoir pris part à la poursuite de Megiddo, retraverse le Jourdain sous la conduite du général Edward Chaytor, s'empare d'Amman le 25 septembre et capture ce qui reste du IIe corps ottoman. L'ANZAC a pris part à toutes les opérations de la campagne depuis deux ans et demi. Après la capitulation ottomane de l'armistice de Moudros, le 30 octobre 1918 et avant d'être rapatrié, le corps australo-néo-zélandais doit céder ou vendre tous ses chevaux, non transportables ; il lui faut aussi participer à la répression d'émeutes antibritanniques en Égypte.
Le photographe australien Frank Hurley, qui a accompagné les troupes australiennes et néo-zélandaises pendant toute la campagne, a enregistré à Jéricho les actions de la 1re brigade légère montée.